# Суданская трава 'Якташ'
'Якташ' — сорт суданской травы (лат. Sorghum × drummondii).

## Происхождение
Сорт суданской травы 'Якташ' получен методом свободного переопыления  скороспелых продуктивных сортов сахарного сорго Кинельское 3 и суданской травы Чишминская ранняя в Башкирском научно-исследовательском институте сельского хозяйства 

## Характеристика сорта

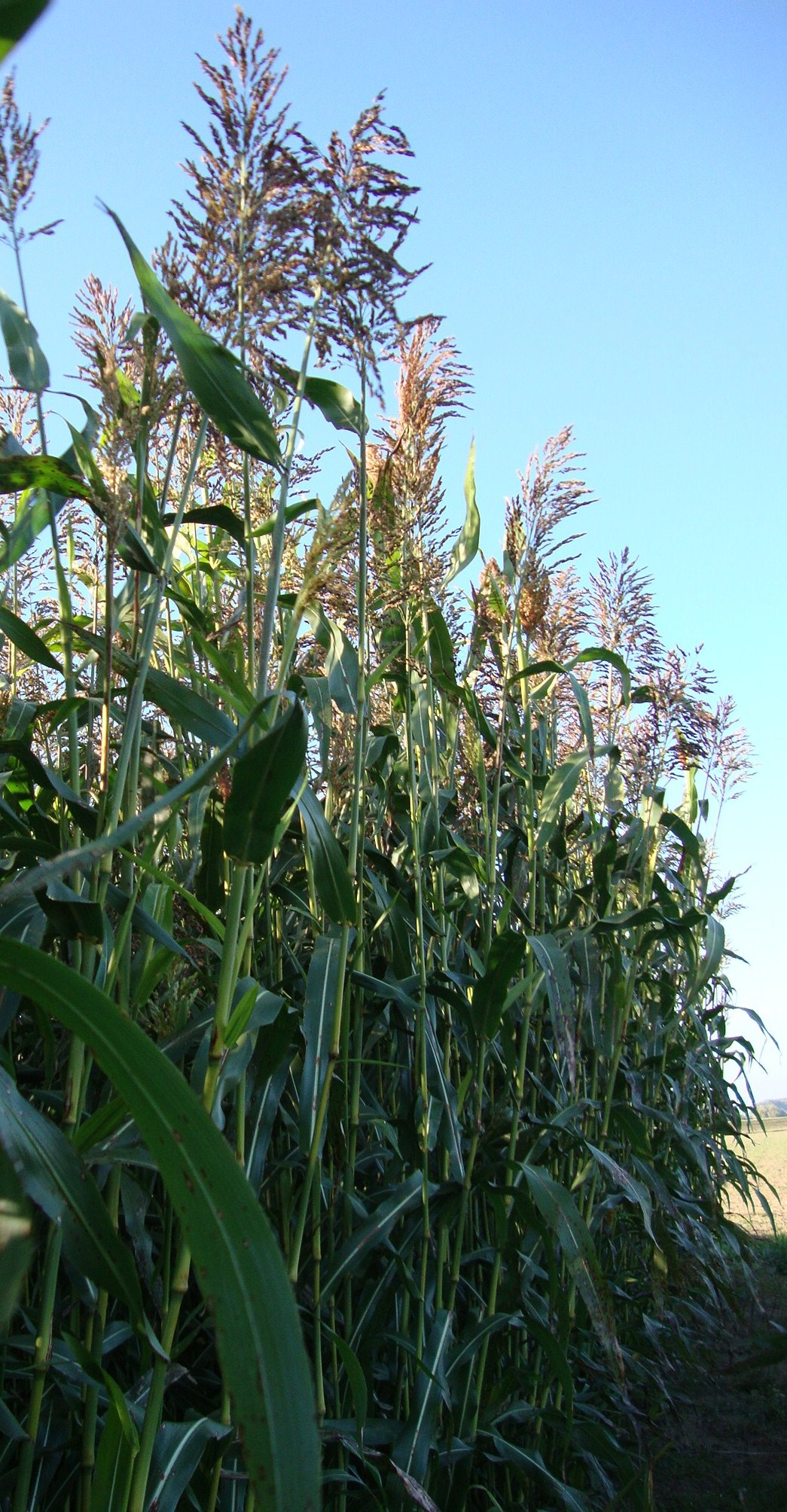
Суданская трава

Стебель суданской травы сорта Якташ прямостоячий, тонкостебельный, высотой 200—220 см, с 5—7 междоузлиями, не полегает.
Листья травы линейные, равномерно расположенные по всему стеблю. Соцветие — раскидистая или полусжатая метёлка. Зерновка овальная или округлая. Семена от тёмно-красного     цвета  до чёрно-глянцевых. Масса 1000 семян 13,3 г.
Сорт Якташ - засухоустойчивый, холодостойкий, раннеспелый, поражаемость красной бактериальной пятнистостью средняя. Вегетационный период от всходов до созревания семян 95—100 дней.
Средняя урожайность: зелёной массы — 414 ц/га, сена — 80,9 ц/га , семян — 25 ц/га; в зелёной массе (в пересчёте на сухое в во) содержится 8—10% сырого протеина.
Допущен к использованию по Волго-Вятскому региону в 2009 году..
Содержит 8-12 г. протеина, 1,8-3,4 % сахара, 41 г/кг каротина, около 40 г/кг клетчатки.
Максимальный урожай – 465 ц./га, средний – 363 ц./га, Урожай семян – 20 ц./га.